# Karel Friedrich
Karel Friedrich (* 14. srpna 1930 Ostrava) je český režisér, scenárista a prozaik, redaktor rozhlasové stanice Svobodná Evropa.

## Život
Karel Friedrich vystudoval dramaturgii a filmovou vědu na Filmové a televizní fakultě Akademie múzických umění. Pracoval jako dramaturg v Československé televizi a posléze byl postižen několikaletým zákazem práce v kultuře. Později (v letech 1962–1966) působil jako redaktor ve Státním nakladatelství dětské knihy, kde v té době vydal dvě knihy pro mládež napsané společně s Janem Martincem.
Po invazi vojsk Varšavské smlouvy do Československa roku 1968 emigroval do Německa a roku 1969 se stal redaktorem rozhlasové stanice Svobodná Evropa. Spolu s Richardem Belcredim a Jaroslavem Kučerou založil v Mnichově nakladatelství CCC Books (Czechoslovak Cultural Club Books), vůbec první české exilové nakladatelství, které na Západě vzniklo po roce 1968. V tomto nakladatelství také vydal svá dvě čtenářsky velmi úspěšná díla – sbírku povídek Cvokárna (1972) a novelu Malý Evropan (1976).

## Dílo
- Útěk před žlutou hvězdou, SNDK, Praha (1964), společně s Janem Martincem na základě Martincových vzpomínek na období německé okupace Čech, Moravy a Slezska. Na příběhu židovského chlapce z Prahy, který utíká před německými okupanty, ukazují autoři hrůzu a zvrhlost nacismu v jedné z jeho nejodpornějších podob, v rasové nenávisti.
- Bloudění v kruhu, SNDK, Praha 1967, román, společně s Janem Martincem na základě Martincových zážitků z exilu a zahraničního vojenského odboje. Jde o příběh třináctiletého židovského chlapce, který za druhé světové války prchá před nacismem přes Palestinu, Řecko a Krétu do Afriky.
- Cvokárna, CCC Books, Mnichov 1972, sbírka tragikomických povídek ze života v socialistickém Československu často založených na anekdotických paradoxech.
- Malý Evropan, CCC Books, Mnichov 1976, novela, úsměvný, mírně ironický fiktivní deník desetiletého Tomáše Pavláska, který po roce 1968 emigruje s rodiči do Německa.
- Rouhánky aneb pohádky, pověsti a bajky z českého prostředí, Freie Presse Agentur, Eggenfelden 1982, povídky.